# Taifa de Purchena
La taifa de Purchena era un reino medieval de taifas de los moros. Centrado en la ciudad de Purchena. Existió desde 1145 hasta 1150.

## Historia
La taifa Purchena era un emirato (taifa) en la región de Andalucía , en el sur de España. La taifa tuvo un corto periodo independiente de 1145 a 1150 bajo Ibn Miqdam. En alrededor de 1150 la taifa fue conquistada por la taifa de Murcia. La ciudad de Purchena (en árabe: Hisn Burxana ) fue la capital de la taifa.

## Lista de emires

### Dinastía Miqdamid
- Ibn Miqdam: 1145–1150
  - Bajo la Murcia: c. 1150–1172